# بمب‌گذاری‌های ۱ اردیبهشت ۱۴۰۱ افغانستان
در ۲۱ آوریل ۲۰۲۲ (۱ اردیبهشت ۱۴۰۱) چندین انفجار جداگانه مناطق مختلف افغانستان را لرزاند. اولین انفجار در بزرگترین مسجد شیعیان به نام مسجد سه دوکان در مزارشریف افغانستان رخ داد. بیش از ۳۱ نفر در این انفجار کشته و ۸۷ نفر دیگر زخمی شدند. انفجار دیگری در یک وسیله نقلیه نزدیک به پاسگاه پلیس در شهر کندز را هدف قرار داد و ۴ کشته و ۱۸ زخمی بر جای گذاشت. انفجار یک مین کار گذاشته شده، منجر به انفجار یک ون نظامی در کابل شد و چهار عضو طالبان کشته و یک نفر دیگر زخمی شد. انفجار میین کنار جاده ای در منطقه نیازبیک کابل دو کودک را زخمی کرد. دولت اسلامی (داعش) مسئولیت چندین حمله از جمله بمب گذاری در مسجد سه دوکان را بر عهده گرفته است.

## زمینه
پس از توافقنامه دوحه (۲۰۲۰) بین ایالات متحده و طالبان و تصرف افغانستان توسط طالبان، حملات گروه رقیب دولت اسلامی عراق و شام – ولایت خراسان علیه اقلیت‌های افغان در این کشور افزایش یافت. بیشتر قربانیان مردمان هزاره (هزاره ها دارای مذهب شیعه هستند) بودند که از زمان روی کار آمدن طالبان توسط داعش در افغانستان هدف قرار گرفتند. طالبان همچنین هزاره ها را هدف خشونت قرار می دهند.

## ماجرا
در ۲۱ آوریل ۲۰۲۲ (۱ اردیبهشت ۱۴۰۱) چندین انفجار جداگانه مناطق مختلف افغانستان را لرزاند. اولین انفجار در بزرگترین مسجد مسلمانان شیعه، معروف به مسجد سه دوکان در شهر مزار شریف افغانستان رخ داد. گروه سنی دولت اسلامی که مسئولیت چندین حمله را بر عهده گرفته است، می‌گوید: انفجار در طبقه دوم در داخل مسجد سه دوکان توسط یک تله انفجاری در حالی که نمازگزاران در حال نماز خواندن در مسجد بودند، انجام شد. بیش از ۳۱ نفر در این انفجار کشته و ۸۷ نفر دیگر زخمی شدند.
یک انفجار کنار جاده ای که اقلیت شیعه را در منطقه نیازبیک کابل هدف قرار داد. این انفجار در همان منطقه ای صورت گرفت که دو روز پیش سه انفجار در مدرسه عبدالرحیم در محله شیعه نشین کابل اتفاق افتاد. دو کودک در این انفجار زخمی شدند.
مطیع‌الله روحانی، رییس اطلاعات و فرهنگ کندز، گزارش داد یک انفجار دیگر یک وسیله نقلیه را در نزدیکی یک پاسگاه پلیس در کندز هدف قرار داد و ۴ کشته و ۱۸ زخمی بر جای گذاشت.
داعش که مسئولیت چندین حمله را بر عهده گرفته است، این حملات را بخشی از یک کمپین جهانی جاری برای "انتقام" مرگ رهبر سابق خود توصیف کرد.